# 32. ceremonia wręczenia Independent Spirit Awards
32. ceremonia wręczenia niezależnych nagród Independent Spirit Awards za rok 2016, odbyła się 25 lutego 2017 roku na plaży w Santa Monica.
Nominacje do nagród ogłoszone zostały 22 listopada 2016 roku, przez parę aktorów Édgara Ramíreza oraz Jenny Slate.
Galę wręczenia nagród poprowadził duet aktorów: Nick Kroll i John Mulaney.

## Laureaci i nominowani
Laureaci nagród wyróżnieni są wytłuszczeniem

### Najlepszy film niezależny
- Dede Gardner, Jeremy Kleiner i Adele Romanski − Moonlight
  - Thomas Benski, Jay Van Hoy, Lars Knudsen, Lucas Ochoa, Pouya Shahbazian i Alice Weinberg − American Honey
  - Michel Franco, Gina Kwon, Gabriel Ripstein i Moisés Zonana − Opiekun
  - Darren Aronofsky, Scott Franklin, Ari Handel, Juan de Dios Larraín i Mickey Liddell − Jackie
  - Lauren Beck, Matt Damon, Chris Moore, Kimberly Steward i Kevin J. Walsh − Manchester by the Sea

### Najlepszy film zagraniczny
- / Toni Erdmann, reż. Maren Ade
  -  Aquarius, reż. Kleber Mendonça Filho
  -  Chevalier, reż. Athina Rachel Tsangari
  -  Trois souvenirs de ma jeunesse, reż. Arnaud Desplechin
  - / Under the Shadow, reż. Babak Anvari

### Najlepszy reżyser
- Barry Jenkins − Moonlight
  - Andrea Arnold − American Honey
  - Pablo Larraín − Jackie
  - Jeff Nichols − Loving
  - Kelly Reichardt − Kobiecy świat

### Najlepszy scenariusz
- Barry Jenkins i Tarell Alvin McCraney − Moonlight
  - Kenneth Lonergan − Manchester by the Sea
  - Mike Mills − Kobiety i XX wiek
  - Ira Sachs i Mauricio Zacharias − Mali mężczyźni
  - Taylor Sheridan − Aż do piekła

### Najlepsza główna rola żeńska
- Isabelle Huppert − Elle
  - Annette Bening − Kobiety i XX wiek
  - Sasha Lane − American Honey
  - Ruth Negga − Loving
  - Natalie Portman − Jackie

### Najlepsza główna rola męska
- Casey Affleck − Manchester by the Sea
  - David Harewood − W istocie wolny
  - Viggo Mortensen − Captain Fantastic
  - Jesse Plemons − Other People
  - Tim Roth − Opiekun

### Najlepsza drugoplanowa rola żeńska
- Molly Shannon − Other People
  - Edwina Findley − W istocie wolny
  - Paulina García − Mali mężczyźni
  - Lily Gladstone − Kobiecy świat
  - Riley Keough − American Honey

### Najlepsza drugoplanowa rola męska
- Ben Foster − Aż do piekła
  - Ralph Fiennes − Nienasyceni
  - Lucas Hedges − Manchester by the Sea
  - Shia LaBeouf − American Honey
  - Craig Robinson − Morris z Ameryki

### Najlepszy debiut
(Nagroda dla reżysera i producenta)

Reżyser / Producent − Tytuł filmu
- Robert Eggers / Daniel Bekerman, Jay Van Hoy, Lars Knudsen, Jodi Redmond i Rodrigo Teixeira − Czarownica: Bajka ludowa z Nowej Anglii
  - Brady Corbet / Antoine de Clermont-Tonnerre, Chris Coen, Ron Curtis, Helena Danielsson, Mona Fastvold i István Major − Dzieciństwo wodza
  - Anna Rose Holmer / Lisa Kjerulff − Drgawki
  - Chris Kelly / Sam Bisbee, Adam Scott i Naomi Scott − Other People
  - Daniel Kwan i Daniel Scheinert / Miranda Bailey, Lawrence Inglee, Lauren Mann, Amanda Marshall, Eyal Rimmon i Jonathan Wang − Człowiek-scyzoryk

### Najlepszy debiutancki scenariusz
- Robert Eggers − Czarownica: Bajka ludowa z Nowej Anglii
  - Chris Kelly − Other People
  - Adam Mansbach − Barry
  - Stella Meghie − Jean of the Joneses
  - Craig Shilowich − Christine

### Najlepsze zdjęcia
- James Laxton − Moonlight
  - Ava Berkofsky − W istocie wolny
  - Lol Crawley − Dzieciństwo wodza
  - Zach Kuperstein − Oczy matki
  - Robbie Ryan − American Honey

### Najlepszy montaż
- Joi McMillon i Nat Sanders − Moonlight
  - Matthew Hannam − Człowiek-scyzoryk
  - Jennifer Lame − Manchester by the Sea
  - Jake Roberts − Aż do piekła
  - Sebastián Sepúlveda − Jackie

### Najlepszy dokument
(Nagroda dla reżysera i producenta)

Reżyser / Producent − Tytuł filmu
- Ezra Edelman / Nina Krstic, Tamara Rosenberg i Caroline Waterlow − O.J.: Made in America
  - Ava DuVernay / Spencer Averick i Howard Barish − XIII poprawka
  - Kirsten Johnson / Marilyn Ness − Cameraperson
  - Raoul Peck / Rémi Grellety i Hébert Peck − Nie jestem twoim murzynem
  - Rokhsareh Ghaem Maghami / Gerd Haag − Sonita
  - Witalij Manski / Natalia Manskaja − Pod opieką wiecznego słońca

### Nagroda Johna Cassavetesa
(przyznawana filmowi zrealizowanemu za mniej niż pięćset tysięcy dolarów)
Reżyser / Scenarzysta / Producent − Tytuł filmu
- Andrew Ahn / David Ariniello, Giulia Caruso, Ki Jin Kim i Kelly Thomas − Łaźnia
  - Jake Mahaffy / Mike Bowes, Mike S. Ryan i Brent Stiefel − W istocie wolny
  - Josh Locy / Michael Covino, April Lamb, Sara Murphy i Isaiah Smallman − Hunter Gatherer
  - So Yong Kim / Bradley Rust Gray / David Hansen, Alex Lipschultz i Johnny Mac − Lovesong
  - T.W. Pittman i Kelly Daniela Norris / Isaac Adakudugu / Giovanni Ximėnez − Nakom

### Nagroda Roberta Altmana
(dla reżysera, reżysera castingu i zespołu aktorskiego)
- Moonlight

Reżyser: Barry Jenkins
Reżyser castingu: Yesi Ramirez
Obsada: Mahershala Ali, Patrick Decile, Naomie Harris, Alex Hibbert, André Holland, Jharrel Jerome, Janelle Monáe, Jaden Piner, Trevante Thodes i Ashton Sanders

### Nagroda producentów „Piaget”
(20. rozdanie nagrody producentów dla wschodzących producentów, którzy, pomimo bardzo ograniczonych zasobów, wykazali kreatywność, wytrwałość i wizję niezbędną do produkcji niezależnych filmów wysokiej jakości.
Nagroda wynosi 25 000 dolarów ufundowanych przez sponsora Piaget)
- Jordana Mollick − Cześć, na imię mam Doris
  - Lisa Kjerulffn − Drgawki
  - Melody C. Roscher i Craig Shilowich − Christine

### Nagroda „Ktoś do pilnowania”
(23. rozdanie nagrody „Ktoś do pilnowania”; nagroda przyznana zostaje utalentowanemu reżyserowi z wizją, który nie otrzymał jeszcze odpowiedniego uznania. Nagroda wynosi 25 000 dolarów)

(Reżyser − Film)
- Anna Rose Holmer − Drgawki
  - Andrew Ahn − Łaźnia
  - Claire Carré − Embers
  - Ingrid Jungermann − Women Who Kill

### Nagroda „Prawdziwsze od fikcji”
(22. rozdanie nagrody „Prawdziwsze od fikcji”; nagroda przyznana została wschodzącemu reżyserowi filmu non-fiction, który jeszcze nie otrzymał uznania. Nagroda wynosi 25 000 dolarów)

(Reżyser − Film)
- Nanfu Wang − Hooligan Sparrow
  - Kristi Jacobson − Solitary
  - Sara Jordenö − Kiki